# Пудретки

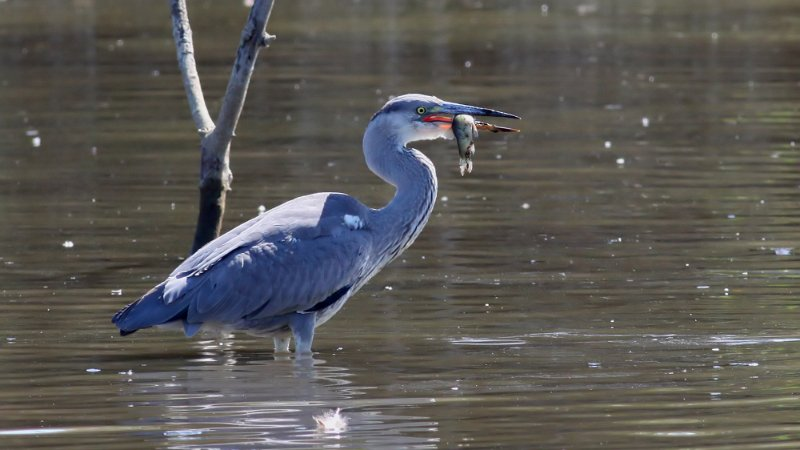
Для птиц, ведущих околоводный образ жизни и питающихся в основном рыбой, пудретки особенно необходимы (на фото — серая цапля)

Пудре́тки — участки на теле у представителей некоторых семейств птиц, покрытые перьями особого строения (так называемыми порошко́выми перьями). Эти перья по мере роста постоянно обламываются и крошатся на микроскопические чешуйки, образуя мелкодисперсный порошок. Получающимся порошком птицы натирают перья, чтобы предотвратить их намокание и слипание.
Наиболее развиты пудретки у семейства цаплевых. Основу рациона цаплевых составляет рыба, слизь которой, попадая на перья, может привести к их склеиванию, поэтому пудретки у представителей этого семейства достигают особого развития. Однако пудретки имеются и у других семейств птиц — попугаев, дроф, туканов, у которых наличие пудреток компенсирует недостаточно развитую копчиковую железу (орган, вырабатывающий маслянистый секрет, которым птица смазывает оперение). Вообще у птиц с развитыми пудретками копчиковая железа в значительной степени утрачивает свои функции, а иногда и совсем отсутствует.

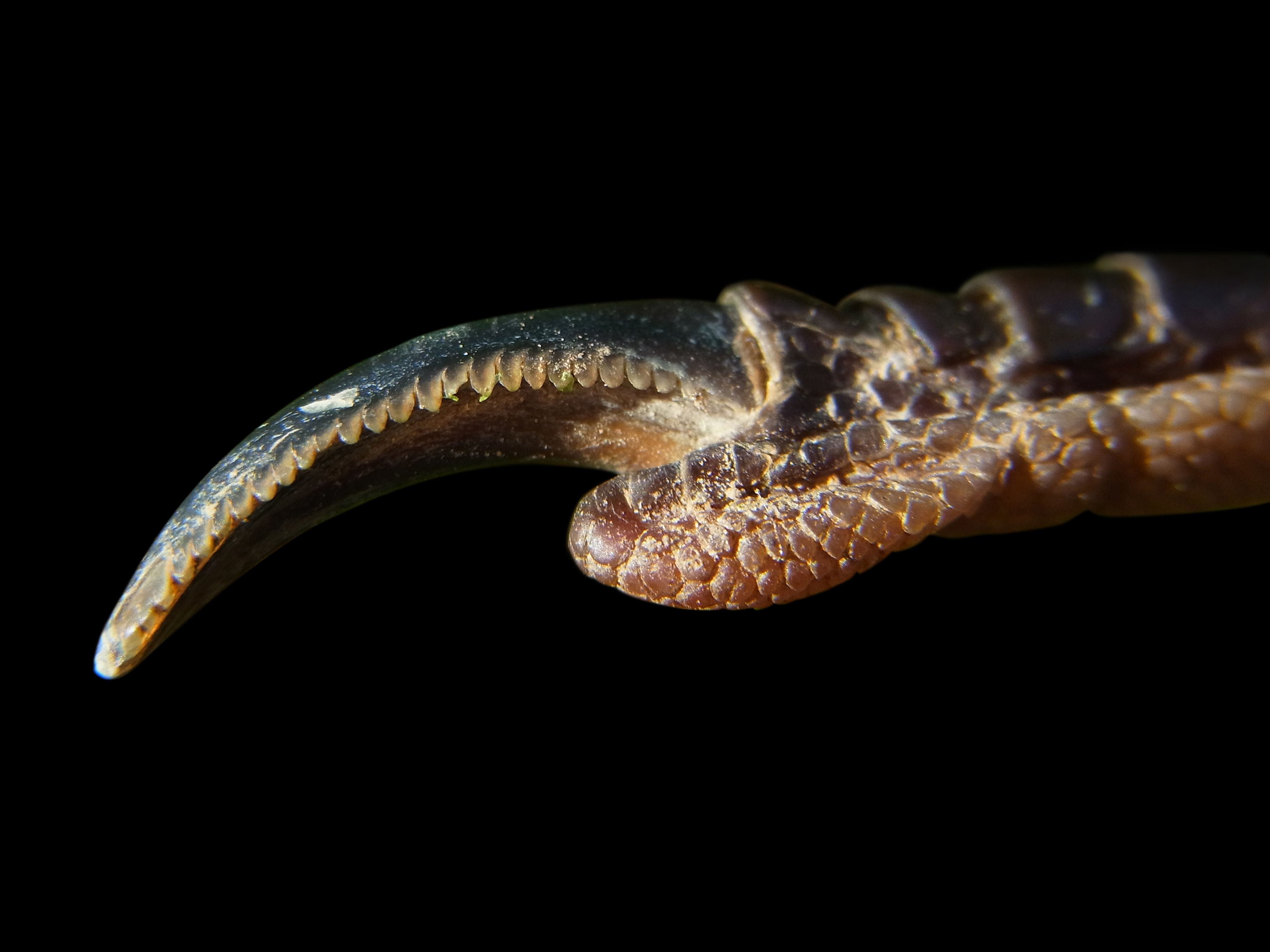
Удлинённый и зазубренный коготь среднего пальца серой цапли, предназначенный для нанесения на перья пудры

Образовавшийся при обламывании перьев порошок птицы переносят с пудреток на тело клювом и затем равномерно смазывают им все перья. Цаплевые производят это с помощью удлинённого и зазубренного когтя среднего пальца. Однако полностью функции пудреток ещё не исследованы. Специалисты подчёркивают, что изучению этого органа долгое время почти не уделялось внимания.
У цапель пудретки расположены на груди, в области поясницы и на внутренней поверхности бёдер. У серой цапли количество порошковых перьев — примерно 150 шт./см², у большой белой цапли — 156, у рыжей цапли — 105, у малой белой цапли — 412, у кваквы — 74. Установлено, что у цапель размер порошковых перьев меняется в зависимости от сезона; так, у серой цапли в весеннем брачном наряде их длина составляет 24 мм, в зимнем — 32 мм. У большой белой цапли в летнем наряде длина таких перьев 22 мм, в зимнем — 42 мм. Сезонное увеличение длины порошковых перьев в зимнее время может быть связано с необходимостью уменьшения теплоотдачи, а также с образом жизни, в большей степени привязанным к воде, чем в другие сезоны. У мелких цапель, которые улетают на зимовку в места с тёплым климатом, (малая белая цапля, жёлтая цапля, рыжая цапля), не отмечается увеличения порошковых перьев в осенний период. Таким образом, наличие пудреток у цапель является важным элементом адаптации не только к околоводному образу жизни, но и к сезонным изменениям погодных условий, особенно у видов, гнездящихся в холодных районах.